# پروژه اچ‌بهائی
پروژهٔ اچ‌بهائی به تشویق مباحثهٔ علمی دربارهٔ فرهنگ و تاریخ سنت‌های مربوط به مذاهب هزاره‌ای و/یا باطن‌گرا که در ایران مدرن شکل گرفتند، نظیر شیخیه، بابیه و بهائیت، می‌پردازد و منابع گوناگونی را جهت کتاب‌شناسی، پژوهش و تدریس در این زمینه در دسترس قرار می‌دهد. این پروژه در واقع به همت جمعی از استادان و محققان دانشگاهی و بیش از همه پروفسور ئوآن کول، استاد گروه تاریخ دانشگاه میشیگان، در دههٔ ۱۹۹۰ راه‌اندازی شد و اداره می‌شود.

## کلیات
این پروژه در واقع زیرمجموعه‌ای از پروژهٔ اچ‌نت (به انگلیسی: H-Net) است. اچ‌نت مجموعهٔ بزرگی از سازمان‌های بین‌المللی و بین رشته‌ای از محققان و معلمان رشته‌های علوم انسانی و علوم اجتماعی است، که به توسعهٔ قابلیت بسیار عظیم شبکهٔ تارنمای جهانی در امر آموزش اختصاص یافته‌است. در این مجموعه مقالات ارزشیابی شده، مطالب رسانه‌های جمعی، و مباحثات برای همکاران و افراد علاقه‌مند انتشار می‌یابد.
لیست مباحت مدیریت شونده در پروژهٔ اچ‌بهایی، این توانایی را در اختیار پژوهشگران و دانشگاهیان قرار می‌دهد که با همکاران خود به مباحثهٔ زمینه‌های تحقیق، روش‌های تدریس و دیدگاه‌های خود در رابطه با تاریخ‌نگاری این جنبش‌های مذهبی در قرن ۱۹ میلادی در ایران و پس از آن در سایر نقاط دنیا بپردازند. اعضای این لیست و سردبیران آن از طریق این لیست این امکان را دارند تا به گفتگو دربارهٔ تحقیق کنونی خود و سایر زمینه‌های پژوهشی بپردازند و مقالات و کتاب‌های جدید و روش‌ها و ابزار تحلیل را مورد نقد و بررسی قرار دهند. پیام‌های ارسال شده در این لیست تنها برای اعضا از طریق این پروژه قابل دسترسی است.
راه‌اندازی این لیست مباحث علمی در پروژهٔ اچ‌بهایی را بیش از هر چیز می‌توان مدیون تلاش پروفسور ئوآن کول، استاد تاریخ در دانشگاه میشیگان، و محصول مباحث انجام شده در سایر انجمن‌های مشابه قبل از آن، به خصوص گروه اینترنتی تالیسمان، دانست.
پروژه اچ‌بهایی همچنین اطلاعیه‌های گوناگونی مانند فراخوان مقالات، اعلان کنفرانس‌ها و سمینارها و اعلامیه‌های مربوط به کمک‌هزینهٔ تحصیلی، جوایز و غیره را جهت اطلاع علاقه‌مندان درج می‌نماید.

## نشریات الکترونیکی
این پروژه حاوی یک‌سری نشریات الکترونیکی است که از جملهٔ آن‌ها می‌توان به گاهنامهٔ مقالات دربارهٔ مطالعات شیخی، بابی و بهایی، یادداشت‌های پژوهشی دربارهٔ مطالعات شیخی، بابی و بهایی، اسناد مربوط به جنبش‌های شیخی، بابی و بهایی و ترجمه (به انگلیسی) آثار شیخی، بابی و بهایی اشاره کرد. همچنین، این پروژه دارای یک کتابخانهٔ الکترونیکی است که شامل منابع به زبان اروپایی، منابع به زبان‌های عربی، فارسی و ترکی و نیز کتابخانهٔ الکترونیکی ایران است.
پروژهٔ اچ‌بهائی در واقع مجموعه‌ای بسیار وسیع و بی‌نظیر از آثار مختلف مربوط به جنبش‌های شیخیه، بابیه و بهائیت را در خود جای داده‌است. طیف وسیع این آثار شامل منابع اصیل و دست اول از کتب اولیهٔ سران این جنبش‌ها (باب، بهاءالله، عبدالبهاء، شوقی افندی) به زبان‌های مختلف، تا مطالعات و آثار و مقالات مربوط به محققان معاصر نظیر ئوآن کول در این زمینه است. حتی بسیاری از آثار باب نظیر بیان فارسی، وصیت‌نامهٔ باب، صحیفهٔ عدلیه و تفسیر سوره‌های یوسف و کوثر، که به صورت چاپی بسیار نایاب است، در پروژهٔ اچ‌بهایی قابل دسترسی است.

## نقدهای علمی
این پروژه همچنین نقدهای علمی دربارهٔ کتب، رسالات و مقالات محوری مربوط به موضوعات یادشده را به افراد دارای صلاحیت واگذار می‌کند. آرشیو این نقدها در پروژهٔ اصلی اچ‌نت موجود است و به‌طور کلی، نقد اچ‌نت (به انگلیسی: H-Net Reviews) منبعی است آنلاین برای تمامی نقدها و مباحثات انجام شده در زمینهٔ علوم انسانی و اجتماعی توسط شبکه‌های وابسته به اچ‌نت و آرشیو تمام این نقدها و مباحثات انجام‌شده در این پروژه موجود است.
مجلهٔ برخط مطالعات آسیایی (به انگلیسی: The Asian Studies WWW Monitor), ضمن ارزیابی پروژهٔ اچ‌بهایی به آن نمرهٔ ۵-ستاره را داد و از آن با عنوان «عالی» و «غیرقابل صرف نظر» یاد کرد. (لازم به توضیح است که مجلهٔ برخط مطالعات آسیایی از سال ۱۹۹۴ تا ۲۰۱۱ (میلادی) به‌عنوان یک مجلهٔ پیشتاز و منحصر به فرد در دنیا، تقریباً به شکل روزانه، به بررسی و ارزیابی منابعی در فضای مجازی اینترنت می‌پرداخت که دارای اهمیت بسیار در تحقیق، تدریس و اطلاع‌رسانی در زمینهٔ مطالعات آسیا بودند. این مجله توسط دانشگاه ملی استرالیا چاپ می‌شد.